# 生命元素
生命元素是指生命所必需的元素。在天然的条件下，地球上或多或少地可以找到90多种元素，根据目前掌握的情况，多数科学家比较一致的看法，生命元素共有25种，包括氢、硼、碳、氮、氧、钠、镁、硅、磷、硫、氯、钾、钙、钒、铬、锰、铁、钴、镍、銅、锌、硒、溴、钼和碘。
硼是某些绿色植物和藻类生长的必需元素，而哺乳动物并不需要硼，因此，人体必需元素实际上为24种。在25种生命必需的元素中，按体内含量的高低可分为宏量元素和微量元素。
宏量元素指含量占生物体总质量0.01%以上的
微量元素指占生物体总质量0.01%以下的元素。如铁、硅、锌

## 生物功能
1. 组成生物体内的蛋白质、脂肪、碳水化合物和核糖核酸的提供基础的结构单元，也是组成地球上生命的基础。这些元素包括碳、氢、氧、氮、硫、磷。
2. 钠、钾离子和氯离子的主要功能是调节体液的渗透压，电解质的平衡和酸碱平衡，通过钠-钾泵，将钾离子、葡萄糖和氨基酸输入细胞内部，维持核糖体的最大活性，以便有效地合成蛋白质。钾离子也是稳定细胞内酶结构的重要辅因子。同时，钠离子、钾离子还参与神经信息的传递。
3. 钙是骨骼、牙齿和细胞壁形成时的必要结构成分（如磷灰石、碳酸钙等），钙离子还在传送激素影响、触发肌肉收缩和神经信号、诱发血液凝结和稳定蛋白质结构中起着重要的作用。
4. 镁离子参与体内糖代谢及呼吸酶的活性，是糖代谢和呼吸不可缺少的辅因子，与乙酰辅酶A的形成有关，还与脂肪酸的代谢有关。参与蛋白质合成时起催化作用。与钾离子、钙离子、钠离子协同作用共同维持肌肉神经系统的兴奋性，维持心肌的正常结构和功能。另一个有镁参与的重要生物过程是光合作用，在此过程中含镁的叶绿素捕获光子，并利用此能量固定二氧化碳而放出氧。
5. 铁（II、III）的主要功能是作为机体内运载氧分子的呼吸色素。例如，哺乳动物血液中的血红蛋白和肌肉组织中的肌红蛋白的活性部位都由铁（II）和卟啉组成。其次，含铁蛋白（如细胞色素、铁硫蛋白）是生物氧化还原反应中的主要电子载体，它是所有生物体内能量转换反应中不可缺少的物质。
6. 铜（I、II）的主要功能与铁相似，起着载氧色素（如血蓝蛋白）和电子载体（如铜蓝蛋白）的作用。另外，铜对调节体内铁的吸收、血红蛋白的合成以及形成皮肤黑色素、影响结缔组织、弹性组织的结构和解毒作用都有关系。
7. 锌离子是许多酶的辅基或酶的击活剂。维持维生素A的正常代谢功能及对黑暗环境的适应能力，维持正常的味觉功能和食欲，维持机体的生长发育特别是对促进儿童的生长和智力发育具有重要的作用。
8. 锰（II、III）是水解酶和呼吸酶的辅因子。没有含锰酶就不可能进行专一的代谢过程，如尿的形成。锰也是植物光合作用过程中光解水的反应中心。此外，锰还与骨骼的形成和维生素C的合成有关。
9. 钼是固氮酶和某些氧化还原酶的活性组分，参与氮分子的活化和黄嘌呤、硝酸盐以及亚硫酸盐的代谢。阻止致癌物亚硝胺的形成，抑制食管和肾对亚硝胺的吸收，从而防止食道癌和胃癌的发生。
10. 钴是体内重要维生素B-12的组分。维生素B-12参与体内很多重要的生化反应，主要包括脱氧核糖核酸（DNA）和血红蛋白的合成，氨基酸的代谢和甲基的转移反应等，
11. 铬（III）是胰岛激素的辅因子，也是胃蛋白酶的重要组分，还经常与核糖核酸（RNA）共存。它的主要功能是调节血糖代谢，帮助维持体内所允许的正常葡萄糖含量，并和核酸脂类、胆固醇的合成以及氨基酸的利用有关。
12. 钒、镍是人体有益元素，钒能降低血液中胆固醇的含量。镍能促进体内铁的吸收、红细胞的增长和氨基酸的合成等。
13. 硅是骨骼、软骨形成的初期阶段所必需的组分。同时，能使上皮组织和结缔组织保持必需的强度和弹性，保持皮肤的良好的化学和机械稳定性以及血管壁的通透性，还能排除机体内铝的毒害作用。
14. 硒是谷胱甘肽过氧化物酶的必要构成部分，具有保护血红蛋白免受过氧化氢和过氧化物损害的功能，同时具有抗衰老和抗癌的生理作用。
15. 碘参与甲状腺素的构成。溴以有機溴化物的形成存在於人和高等生物以及海洋生物的組織和血液中。生物功能有待进一步确证。
16. 硼对植物生长是必需的，尚未确证为人体必需的营养成分。
17. 鈦雖然不是植物的必需元素，但能提高植物體中固氮酶、過氧化物酶、硝酸還原酶、2-6磷酸酶的活性，因此鈦對於植物來說是一種有益元素。
18. 砷对人类的生理功能暂时不是特别明确，但可以肯定的是，实验室小鼠和羊在长期缺乏砷元素的情况下，生长会发生停滞，流产率也会提高，并伴随有肌纤维萎缩。

## 污染元素
污染元素是指存在于生物体内会阻碍生物机体正常代谢过程和影响生理功能的微量元素。根据资料报道，人体内发现的元素有70多种，远比生命必需的元素多得多，这是因为随着自然资源的开发利用和现代大工业的发展，人类对自然环境施加的影响越来越大，环境污染问题变得十分突出。某些元素（如砷、錫、汞、铅、镉等）通过大气、水源和食物等途径侵入人体，在体内积累而成为人体中的污染元素。
人们还发现，即使是生命必需的元素，它们在体内的含量都有一个最佳的浓度范围，超过或低于这个范围，对健康也产生不利影响。例如，硒是重要的生命必需元素，但是它具有剧烈的毒性，成人每天摄取量以100μg左右为宜，若长期低于50μg可能引起癌症、心肌损害等；若过量摄入，又可能造成腹泻，神经官能症及缺铁性贫血等中毒反应，甚至死亡。同时，生命必需元素的存在形式对人体健康也直接有关，如铁在生物体内不能以游离态存在，只有存在在特定的生物大分子结构（如蛋白质）包围的封闭状态之中，才能担负正常的生理功能，铁一旦成为自由铁离子就会催化过氧化反应产生过氧化氢和一些自由基，干扰细胞的代谢和分裂，导致病变。

### 生命的基础元素
碳是构成生命的基础元素，我们不能以物质的质量和物质存在的数字来作为判断，论起质量，最多的是氧，论起数量，最多的是氢。但是地球的生命都是以碳基化合物构成的有机体。所以我们说地球生命构成的基础元素是碳。其原因在于元素性质，它有4个电子价，并且可以以共价键来结合。许多物质形成链或者环是以碳原子与氢氧结合形成复杂有机物的，有机物形成关键在碳，但是它的含量却不是最多的。